# Verónica Borsi
Verónica Borsi (Italia, 13 de junio de 1987) es una atleta italiana especializada en la prueba de 60 m vallas, en la que consiguió ser subcampeona europea en pista cubierta en 2013.

## Carrera deportiva
En el Campeonato Europeo de Atletismo en Pista Cubierta de 2013 ganó la medalla de plata en los 60 m vallas, con un tiempo de 7.94 segundos que fue récord nacional italiano, tras la bielorrusa Alina Talay y por delante de irlandesa Derval O'Rourke.